# Resolutie 1784 Veiligheidsraad Verenigde Naties
Resolutie 1784 van de Veiligheidsraad van de Verenigde Naties werd op 31 oktober 2007 met
unaniem door de VN-Veiligheidsraad aangenomen
en verlengde de vredesmacht in Soedan met een half jaar.

## Achtergrond
Al in de jaren 1950 was zwarte zuiden van Soedan in opstand gekomen tegen het overheersende Arabische noorden.
De vondst van aardolie in het zuiden maakte het conflict er enkel maar moeilijker op.
In 2002 kwam er een staakt-het-vuren en werden afspraken gemaakt over de verdeling van de olie-inkomsten.
Verschillende rebellengroepen waren hiermee niet tevreden en in 2003 ontstond het conflict in Darfur tussen deze rebellen en de door de regering gesteunde janjaweed-milities.
Die laatsten gingen over tot etnische zuiveringen en in de volgende jaren werden in Darfur grove mensenrechtenschendingen gepleegd waardoor miljoenen mensen op de vlucht sloegen.

## Inhoud

### Waarnemingen
Op de Soedanese regering van nationale eenheid werd aangedrongen vrije en eerlijke verkiezingen voor te
bereiden. Intussen bleven ontheemden georganiseerd terugkeren naar streek. De uitvoering van het vredesakkoord
was essentieel om de crisis in Darfur op te lossen. Het geweld dat door alle partijen werd
gepleegd werd veroordeeld.

### Handelingen
Het mandaat van de UNMIS-vredesmacht werd verlengd tot 30 april 2008. Alle partijen werden
opgeroepen UNMIS ongehinderd te laten toezien en verifiëren in de regio Abyei en om de spanningen in die
regio te verminderen door er onder meer troepen weg te trekken.

## Verwante resoluties
- Resolutie 1769 Veiligheidsraad Verenigde Naties
- Resolutie 1779 Veiligheidsraad Verenigde Naties
- Resolutie 1812 Veiligheidsraad Verenigde Naties (2008)
- Resolutie 1828 Veiligheidsraad Verenigde Naties (2008)

Lijst ·  1739 ·  1740 ·  1741 ·  1742 ·  1743 ·  1744 ·  1745 ·  1746 ·  1747 ·  1748 ·  1749 ·  1750 ·  1751 ·  1752 ·  1753 ·  1754 ·  1755 ·  1756 ·  1757 ·  1758 ·  1759 ·  1760 ·  1761 ·  1762 ·  1763 ·  1764 ·  1765 ·  1766 ·  1767 ·  1768 ·  1769 ·  1770 ·  1771 ·  1772 ·  1773 ·  1774 ·  1775 ·  1776 ·  1777 ·  1778 ·  1779 ·  1780 ·  1781 ·  1782 ·  1783 ·  1784 ·  1785 ·  1786 ·  1787 ·  1788 ·  1789 ·  1790 ·  1791 ·  1792 ·  1793 ·  1794